# Conjunt històric d'Albalate del Arzobispo
El Conjunt històric d'Albalate del Arzobispo està format pel nucli antic del municipi i va ser declarat conjunt històric artístic per la resolució d'1 de juliol de 1982

## Història
Albalate del Arzobispo presenta evidències arqueològiques d'haver estat habitada per nombrosos grups humans abans de la conquesta musulmana, malgrat que no va haver-hi establiment permanent a la zona, per part de cap d'ells, fins al segle viii, quan es va produir la conquesta musulmana de pràcticament tota la península Ibèrica.
Es creu que la població, que va haver de denominar-se Al-balat, té el seu origen en un hisn que es va situar a la part alta del turó en el qual s'eleva en l'actualitat el castell. Amb el pas del temps el caseriu va haver d'anar estenent-se cap a la lloma que se situa al voltant del turó, la qual cosa hauria donat lloc a una medina musulmana envoltada de muralles de pedra, que dataria del segle xi, i de les quals no queden restes en l'actualitat, podent-se veure com a indici de la seva existència el portal de Santo Domingo.
L'expansió de l'enclavament no es va detenir en les muralles, sinó que va haver d'estendre's extramurs donant lloc al sorgiment d'un segon cinturó defensiu, aquesta vegada de material més senzill, possiblement de fàbrica de tapial de major grandària i que permetria protegir en el seu interior als habitants dels voltants en cas de perill, així com abastar zones de cultiu i turons veïns com El Calvari, que tenien un gran potencial des del punt de vista estratègic per a la defensa de la població.
La reconquesta cristiana de la zona va estar en mans de Ramón Berenguer IV, qui després de la presa de la zona, la dona al bisbat de Saragossa en 1149, pertanyent a la mateixa fins al segle xix, quan perdrà la propietat com a conseqüència dels processos de desamortització que van tenir lloc en diferents moments al llarg d'aquest segle.
El desenvolupament més gran tant econòmic com demogràfic de la localitat van tenir lloc durant els segles XII i xiii. La població comença a denominar-se Albalate del Arzobispo a partir del 1318 en elevar-se de la diòcesi de Saragossa a Metropolitana. La seva consolidació urbanística es produeix durant els segles XIV-XV, i ho fa entorn de dos eixos que se superposen en el traçat típic d'origen musulmà: un eix longitudinal de nord a sud des de l'actual plaça Juan Ribera fins a l'arc-capella de Santo Domingo, i un altre eix que es correspondria a una amb una línia virtual definida pels tres edificis: castell, Església i Ajuntament. Els dos eixos es creuen a l'Ajuntament, símbol també del poder feudal.
Més tard es van seguir construint edificis de diferent índole dins del nucli antic, destacant la construcció d'aquells que són de caràcter religiós com l'Església de l'Asunción, el convent de Santa Ana, les ermites de San José i del Sant Sepulcre i la capella de la Virgen de Arcos; a més d'infraestructures com l'actual Molí de la Societat i el pont de pedra sobre el riu Martín, al mateix temps que es realitzaven treballs de reforma i/ o substitució del caseriu existent.
El procés de declaració de la vila de Albalate del Arzobispo com a conjunt històric-artístic es va iniciar en 1982 i es va aconseguir la mateixa amb el Reial decret, de 5 d'octubre, del Ministeri de Cultura, publicat en el Butlletí Oficial de l'Estat el 24 de novembre de 1983. Més tard, en entrar en vigor de la Llei del Patrimoni Cultural Aragonés, Albalate de l'Arquebisbe va quedar protegit com bé d'interès cultural, en la categoria de conjunt d'interès cultural i, dins d'aquesta, en la figura de conjunt històric.
També el Butlletí Oficial d'Aragó del dia 18 de maig de 2011 publica el Decret 105/2011, de 10 de maig, del Govern d'Aragó, que delimita el Conjunt Històric de Albalate de l'Arquebisbe (Terol) i el seu entorn de protecció.

## Descripció
El Conjunt Històric de Albalate del Arzobispo està delimitat, segons es recull en el Decret 105/2011, de 10 de maig, del Govern d'Aragó, publicat el 18 de maig en el BOA, pels següents carrers:
- convent Santa Ana i carrer Pedro Gil, pel nord;
- Ronda Pintor Gárate i el carrer Alfonso Zapater, per l'est;
- Portal de Santo Domingo, incloent-hi les edificacions i terrenys pels quals possiblement discorreria el traçat de la muralla medieval, pel sud;
- Bord del turó del Calvari i barri Muniesa, entorn edificat de l'arc del carrer Rosario, les construccions del principi de l'avinguda Huesca, carrer Concepción i plaça Juan Rivera fins a arribar al convent de Santa Ana, per l'oest.

Per la seva banda l'entorn de protecció del conjunt històric consisteix en una àrea que permet la interpretació i valorada de la vila, per a la conservació dels valors que té com a conjunt històric, quedant constituït per:
- la part alta del turó de Santa Bàrbara, l'avinguda d'Osca, la parcel·la adossada a la façana posterior del convent de Santa Ana i de la residència d'ancians, continuant pel carrer Pedro Gil, al nord;
- el riu Martín, incloent-hi el meandre i el pont del segle xviii, a l'est;
- el Molí de la Societat i el vessant sud del turó del Calvari, al sud;
- els vessants oest dels turons del Calvari i Santa Bàrbara, incloent a l'entorn de protecció els vessants i parts altes d'aquests dos turons la imatge afecta dels quals a la visió del conjunt, a l'oest.

El conjunt urbà de Albalate de l'Arquebisbe es caracteritza per la irregularitat del seu traç arquitectònic. Els monuments que es poden trobar a la zona delimitada del nucli urbà cal destacar:
- Església de l'Asunción. Edifici de planta amb tres naus, quatre crugies i capçalera recta; construït a l'última cambra del segle xvi, en el mateix lloc on anteriorment se situava el temple medieval (del que es poden apreciar restes encaixades en els alts murs de la nova edificació, així com la torre campanar mudèjar, amb cinc cossos, tots menys el primer (de planta quadrada), de planta octogonal, sent el vuitè cos un afegit del segle xvii), al que va substituir per quedar-se petit en produir-se l'augment econòmic i demogràfic del municipi durant els segles anteriors. La seva fàbrica és de maó, i la façana segueix les pautes de l'estil renaixentista, malgrat la qual cosa s'assemblaven encara elements arquitectònics tardogóticos.[6]

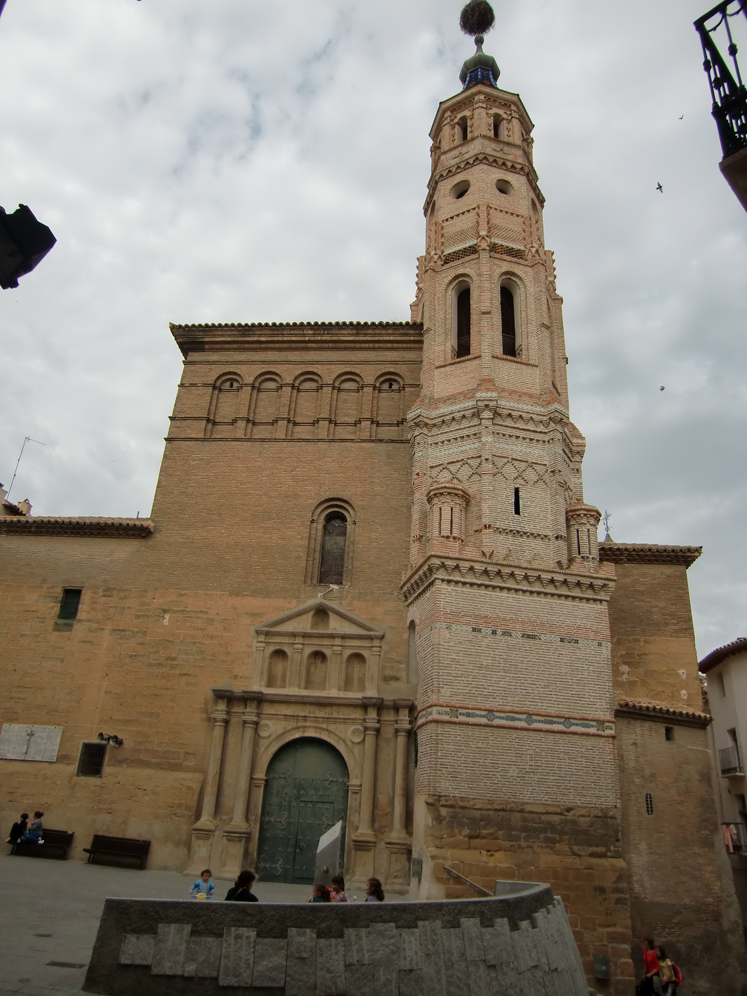
Església de l'Assumpció.
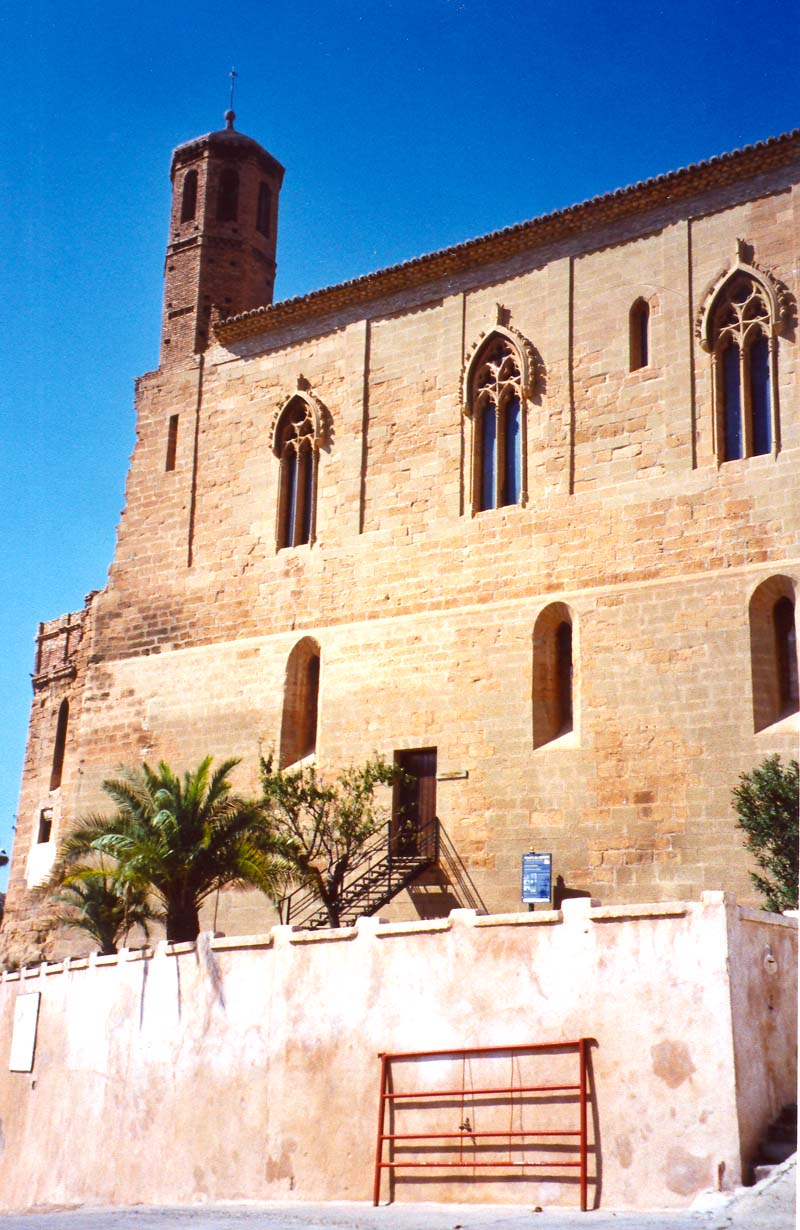
Castell Palau Arquebisbal.
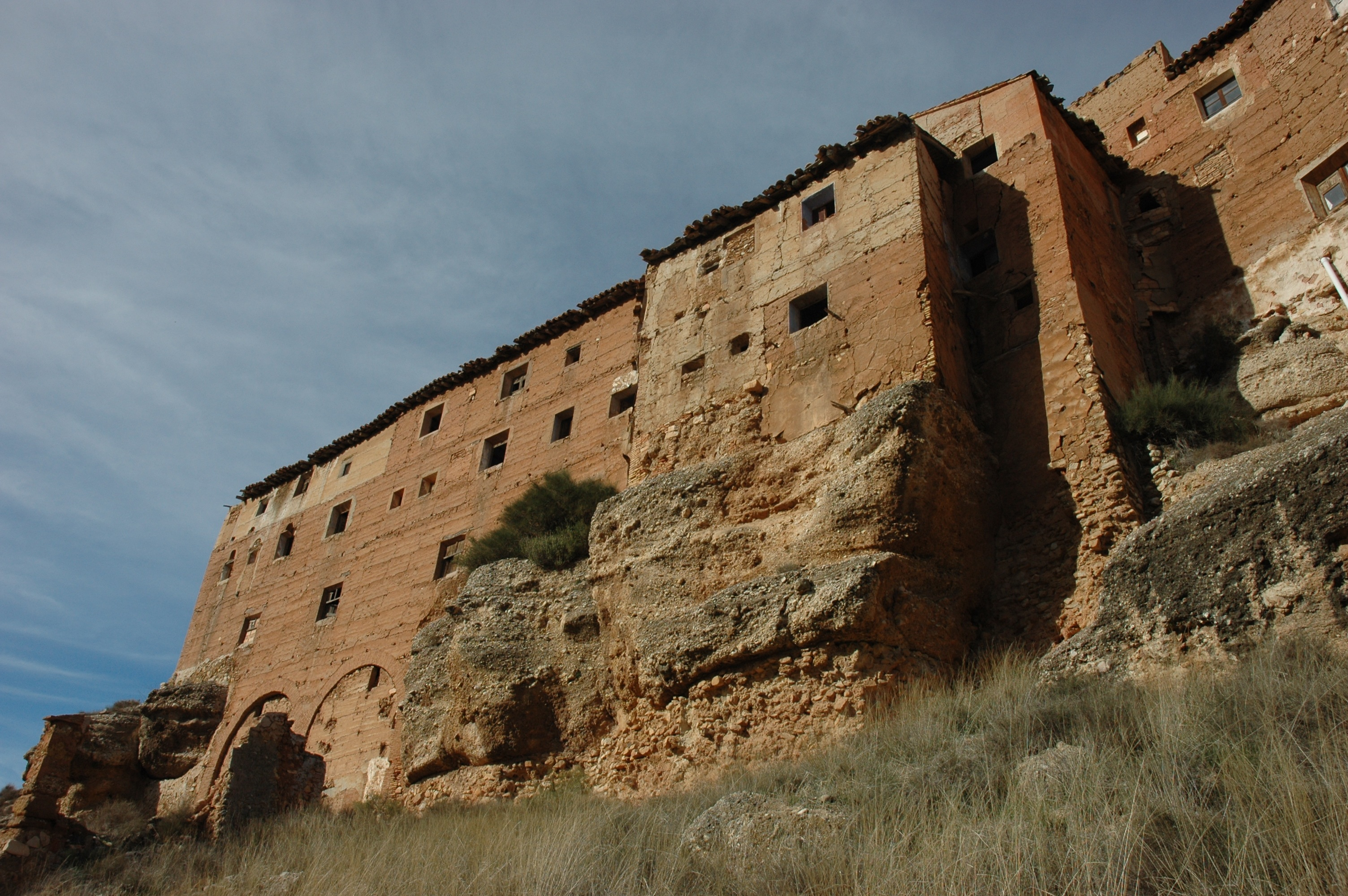
Santuari de la Verge de los Arcos.

- Castell i la seva capella gòtica. Els edificis actuals d'aquest complex militar, palatí i religiós són fruit d'una sèrie d'intervencions i reconstrucció, que es van iniciar amb la construcció al segle xiii sobre les restes de l'anterior alcazaba musulmana. Segueixen l'estil gòtic.[6]

El castell amb planta trapezoïdal presenta dues plantes, en la inferior la residència i en el superior l'església. La nau inferior, la zona que fa de residència, està coberta amb volta de mig canó apuntat; mentre que la superior, on se situa la capella, presenta teulada de fusta, articulada mitjançant arcs diafragma apuntats que la suporten. El més destacable d'aquesta són els finestrals amb els seus tracerías gòtiques.
- Molí de la Societat, se situa al costat del riu i evidencia la importància de l'oli per a l'economia d'aquest municipi.[5]
- Casino vell, també anomenat "dels rics", en ell se situa actualment el Centre d'Interpretació de la Cultura Popular.[5]
- Arc-Capella de Santo Domingo i de la Virgen de Arcos, que és una porta de la vila de la qual encara es conserven les antigues frontisses.[5]

Respecte al seu entorn, es pot destacar l'existència de diversos jaciments prehistòrics. Així, en el terme municipal poden observar-se:
- quatre grups de pintures rupestres de diferents etapes prehistòriques, destacant els abrics denominats Los Estrechos i Los Chaparros.[5][7]
- una nevera o pou de gel.[5]
- una necròpoli visigoda.[5]